# Râul Apa Caldă
Râul Apa Caldă este un râu afluent al Beliș. 